# Helioprosopa facialis
Helioprosopa facialis är en tvåvingeart som beskrevs av Townsend 1927. Helioprosopa facialis ingår i släktet Helioprosopa och familjen parasitflugor. Inga underarter finns listade i Catalogue of Life.